# كيفن دين (لاعب هوكي جليد)
كيفن دين (بالإنجليزية: Kevin Dean)‏ هو لاعب هوكي جليد أمريكي، ولد في 1 أبريل 1969 في ماديسون في الولايات المتحدة.

## وصلات خارجية
- كيفن دين على موقع دوري الهوكي الوطني (الإنجليزية)
- كيفن دين على موقع قاعة مشاهير الهوكي (لاعب أن.إتش.أل) (الإنجليزية)
- كيفن دين على موقع EliteProspects.com (الإنجليزية)
- كيفن دين على موقع HockeyDB.com (الإنجليزية)
- كيفن دين على موقع Hockey-Reference.com (الإنجليزية)